# پاچنار (اصفهان)
پاچنار نام محله‌ای در جنوب شهر اصفهان و جزئی از محله سیچان  و واقع در خیابان حکیم نظامی این شهر است. این محله از جنوب به محله «حسین‌آباد»، از شرق و شمال به محله ارمنی‌نشین جلفا محدود می‌شود. مسجد پاچنار در این محله وجود دارد.